# Самар-Дашт (Хондаб)
Самар-Дашт (перс. ثمردشت) — село в Ірані, у дегестані Дегчаль, в Центральному бахші, шагрестані Хондаб остану Марказі. За даними перепису 2006 року, його населення становило 99 осіб, що проживали у складі 25 сімей.

## Клімат
Середня річна температура становить 10,72°C, середня максимальна – 29,25°C, а середня мінімальна – -11,58°C. Середня річна кількість опадів – 273 мм.
| Клімат поселення                              | Клімат поселення | Клімат поселення | Клімат поселення | Клімат поселення | Клімат поселення | Клімат поселення | Клімат поселення | Клімат поселення | Клімат поселення | Клімат поселення | Клімат поселення | Клімат поселення | Клімат поселення |
| Показник                                      | Січ.             | Лют.             | Бер.             | Квіт.            | Трав.            | Черв.            | Лип.             | Серп.            | Вер.             | Жовт.            | Лист.            | Груд.            |                  |
| Середній максимум, °C                         | 7,36             | 8,60             | 13,25            | 19,04            | 22,94            | 29,25            | 29,12            | 28,69            | 24,39            | 19,15            | 12,01            | 6,79             |                  |
| Середня температура, °C                       | −2,11            | −0,88            | 3,77             | 9,56             | 13,47            | 19,77            | 23,28            | 22,83            | 18,53            | 13,29            | 6,14             | 0,94             |                  |
| Середній мінімум, °C                          | −11,58           | −10,34           | −5,69            | 0,09             | 3,98             | 10,31            | 17,42            | 16,98            | 12,68            | 7,43             | 0,29             | −4,92            |                  |
| Норма опадів, мм                              | 42               | 33               | 48               | 37               | 38               | 10               | 1                | 1                | 1                | 5                | 22               | 35               |                  |
| Середньомісячна швидкість вітру, м/с          | 1.26             | 1.90             | 2.61             | 2.65             | 2.46             | 2.38             | 2.37             | 2.36             | 2.15             | 2.05             | 1.90             | 1.37             |                  |
| Середньомісячна сонячна радіація, кДж/м²·день | 9267             | 12300            | 14878            | 18297            | 22369            | 27036            | 26069            | 24025            | 21117            | 15590            | 10975            | 9078             |                  |
| --------------------------------------------- | ---------------- | ---------------- | ---------------- | ---------------- | ---------------- | ---------------- | ---------------- | ---------------- | ---------------- | ---------------- | ---------------- | ---------------- | ---------------- |
| Джерело:                                      |                  |                  |                  |                  |                  |                  |                  |                  |                  |                  |                  |                  |                  |